# John Acton

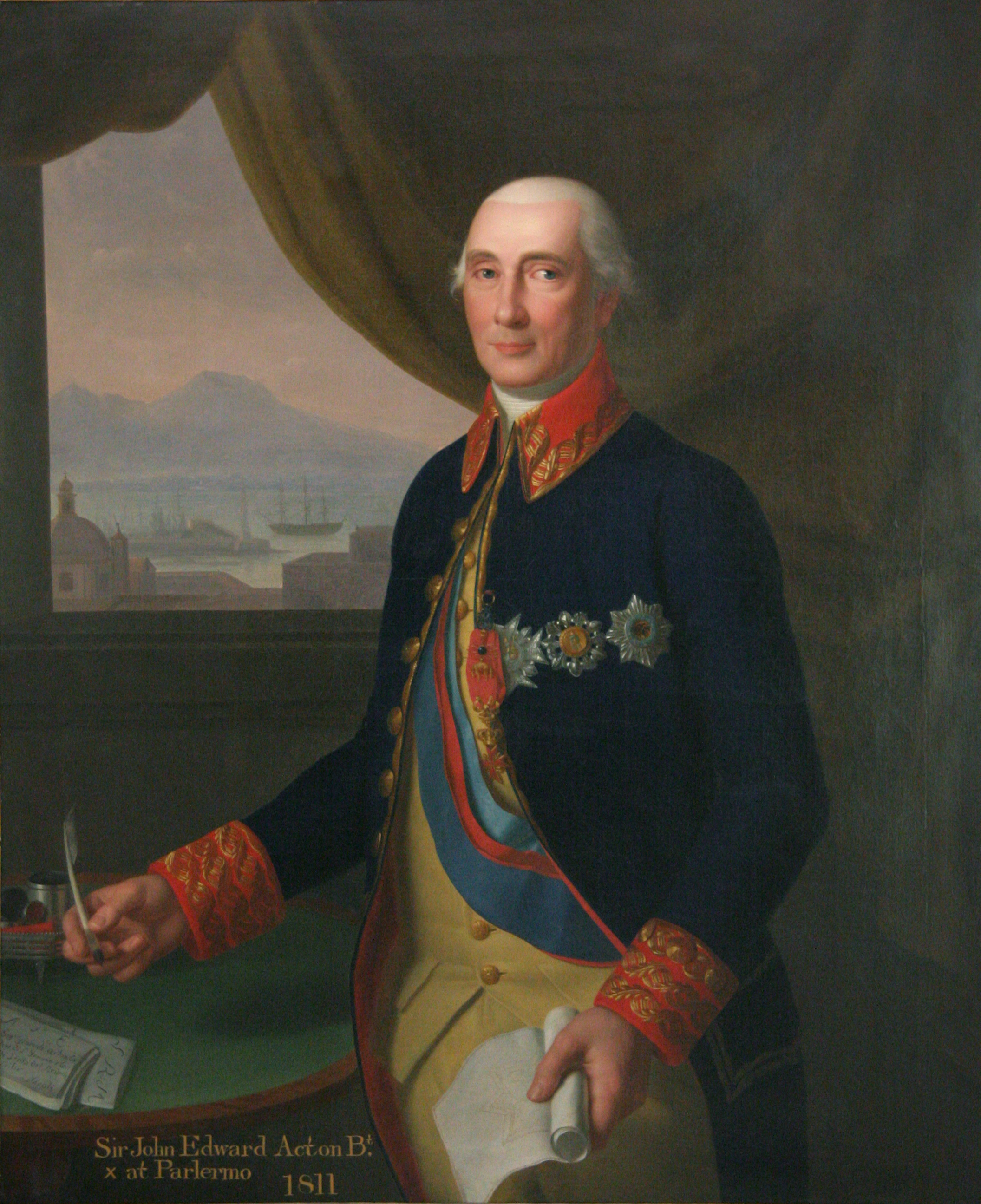
John Acton, 6:e baronet

John Francis Edward Acton, 6:e baronet, född 3 juni 1736 i Besançon, död 12 augusti 1811 i Palermo, var en neapolitansk premiärminister, farfar till historikern lord Acton.

## Biografi
Acton bistod skickligt drottning Karolina av Neapel, Ferdiand IV:s gemål, i hennes planer att spela en framträdande roll i europeisk politik. Efter att 1793 ha förbundit Neapel med Österrike och England mot Frankrike måste Acton tillsammans med kungaparet 1798 fly från Neapel, där nu den Parthenopeiska republiken upprättades. Några månader senare kunde kungadömet återupprättas, och Acton utkrävde en blodig hämnd på republikanerna. När fransmännen 1806 på nytt intog Neapel, måste Acton och kungaparet på nytt fly till Sicilien, där Acton avled 1811.